# Porto Santó-i repülőtér
A Porto Santó-i repülőtér (IATA: PXO, ICAO: LPPS) Portugália egyik nemzetközi repülőtere, amely a Madeira-szigeteken, Porto Santo közelében található. Éves utasforgalma 178 428 fő (2017).

## Légitársaságok és célállomások
| Légitársaság    | Célállomások                                       |
| --------------- | -------------------------------------------------- |
| Albastar        | Szezonális charter: Bergamo                        |
| Binter Canarias | Funchal                                            |
| Condor          | Szezonális: Düsseldorf                             |
| Eurowings       | Szezonális: Köln/Bonn (2020 május 9-től)           |
| Sevenair        | Funchal                                            |
| TAP Portugal    | Lisszabon                                          |
| TUI Airways     | Szezonális: Birmingham, London–Gatwick, Manchester |
| TUI fly Belgium | Szezonális: Brüsszel                               |

## Forgalom
Az utasforgalom az elmúlt években az alábbi módon változott:
| Utasok száma | 27 945 | 11 185 | 19 195 | 49 131 | 94 458 | 123 590 | 130 537 | 101 375 | 178 428 | 220 540 |
|              | 1963   | 1968   | 1973   | 1977   | 1982   | 1989    | 2008    | 2012    | 2017    | 2022    |